# Santino Solari

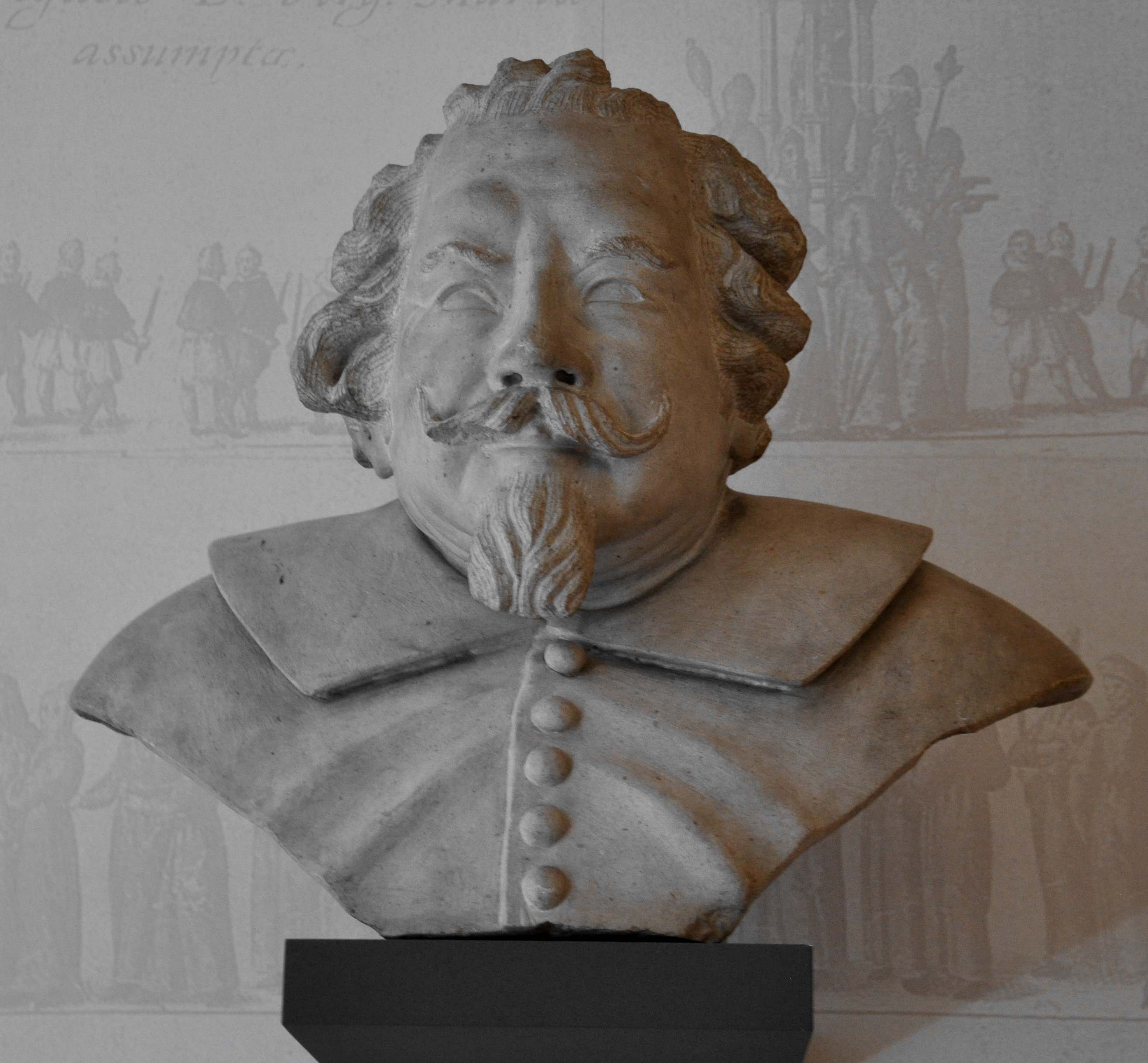
Büste Santino Solari (Salzburg um 1635)

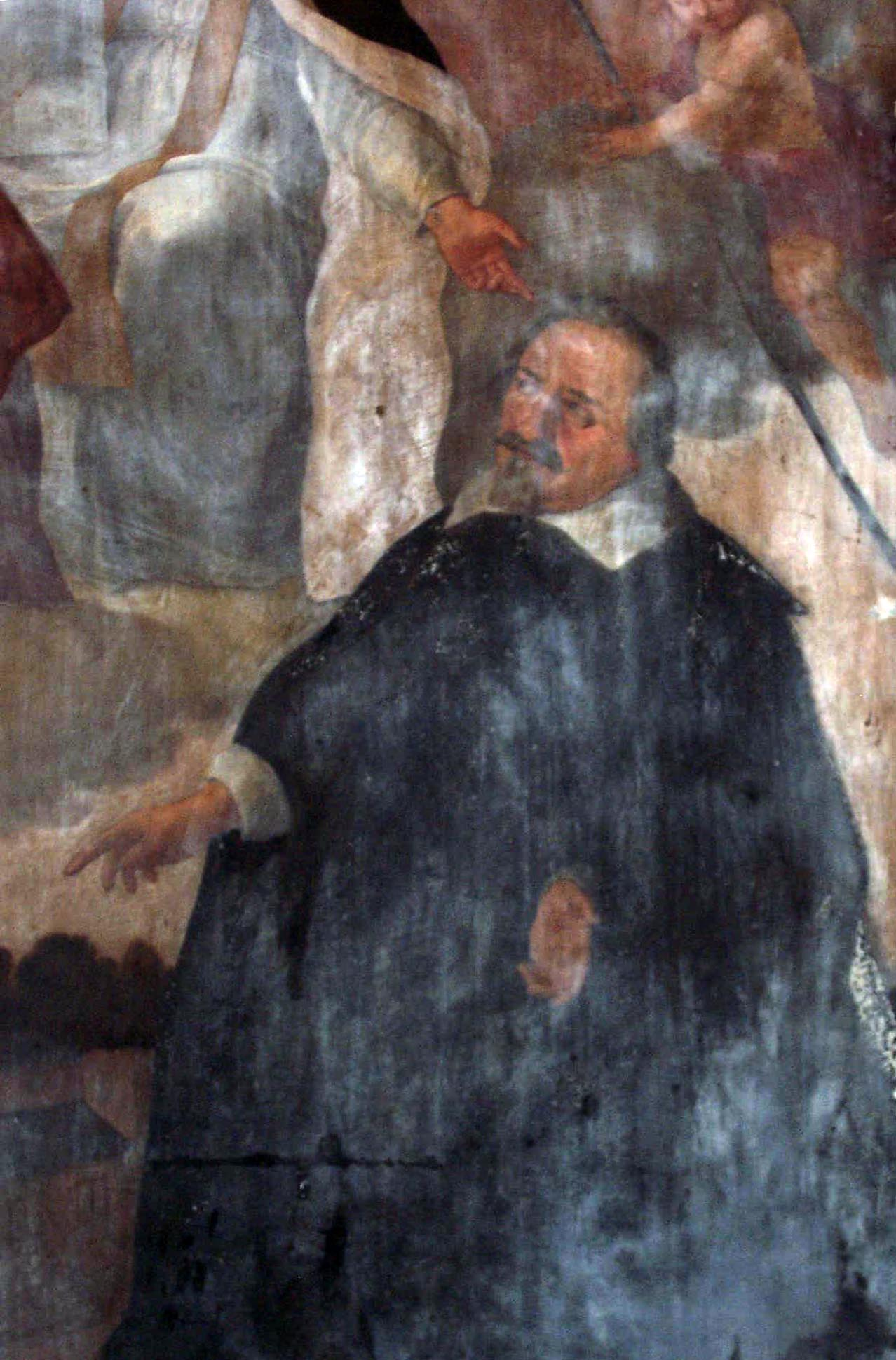
Abbildung von Santino Solari auf seiner Gruft am Salzburger Friedhof St. Peter

Santino Solari (* 1576 in Verna d‘Intelvi (I) nahe der Schweizer Grenze; † 10. April 1646 in Salzburg, Erzstift Salzburg) war ein Baumeister, Architekt und Bildhauer aus einer weitverzweigten Comasken-Familie.
Er wurde 1612 vom Salzburger Erzbischof Markus Sittikus von Hohenems von Seckau (Steiermark) als Hofarchitekt nach Salzburg berufen und brachte durch sein Wirken das norditalienische Frühbarock in den heutigen österreichischen Raum. Sein Grab befindet sich in der Gruft Nr. 31 auf dem Salzburger Petersfriedhof.

## Werke
- Der Befestigungsgürtel um die Stadt Salzburg einschließlich der Bauwerke auf den Stadtbergen, sowie verschiedene weitere Befestigungsanlagen im Land Salzburg (z. B. in Neumarkt am Wallersee)
- Lustschloss Hellbrunn mit den Wasserspielen
- Salzburger Dom, nach Abänderung der Pläne von Vincenzo Scamozzi
- Lodronscher Primogeniturpalast, ab 1631
- Franziskuskirche in Wagrain, 1616
- Filialkirche Obertauern, 1618/21
- Pfarrkirche Taxenbach, 1640, Wiederherstellung nach einem Brand
- In der Kirche am Dürrnberg bei Hallein das Marmorportal sowie 3 Kapellen
- Kapelle der Familie Lodron in Villa Lagarina bei Rovereto